# Indrit Tuci
Indrit Tuci (* 14. září 2000 Lezhë) je albánský profesionální fotbalista, který hraje na pozici útočníka za český klub AC Sparta Praha.

## Klubová kariéra
Tuci se v roce 2019 přesunul do akademie chorvatského klubu NK Lokomotiva Zagreb. V létě se přesunul do A-týmu, za který začal pravidelně nastupovat. V dresu Lokomotivy odehrál 105 soutěžních zápasů, v nichž vstřelil 21 branek. V sezoně 2023/24 chorvatské ligy dal šest gólů, což ho mezi nejlepšími kanonýry řadilo po podzimní části na druhé místo.
V prosinci 2023 se Tuci stal první zimní posilou pražské Sparty z Lokomotivy Záhřeb. Třiadvacetiletý Albánec po přestupu na Letnou uzavřel s obhájcem titulu víceletou smlouvu. V české nejvyšší soutěži Tuci debutoval 10. února 2024 při výhře 3:0 nad Karvinou. O dva týdny později si odbyl svůj debut v dresu Sparty i v evropských pohárech, když zasáhl do odvety šestnáctifinále Evropské ligy proti Galatasarayi. V 66. minutě vystřídal Victora Olatunjiho a o šest minut později gólem po centru Jaroslava Zeleného poslal Spartu do vedení. V 80. minutě asistoval na branku Lukáše Haraslína a výrazně tak přispěl k překvapivé výhře 4:1 a k postupu do osmifinále soutěže.

## Reprezentační kariéra
Tuci si připsal sedm startů za albánskou reprezentaci do 21 a zaznamenal jednu trefu.